# Wysoczyzna Parczewsko-Kodeńska
Wysoczyzna Parczewsko-Kodeńska (845.12) – region geograficzny o krajobrazie równinnym położony we wschodniej Polsce, pomiędzy Parczewem a Kodeniem, stanowiący część Polesia Zachodniego. Przeważają tutaj tereny użytkowane rolniczo. Wydzielony jako mezoregion z indeksem 845.12 w wieloautorskiej regionalizacji fizycznogeograficznej Polski z 2018 roku.

## Położenie geograficzne i administracyjne
Wysoczyzna Parczewsko-Kodeńska oddziela mezoregion Zaklęsłości Łomaskiej na północy od Zaklęsłości Sosnowickiej na południu. Na wschodzie sąsiaduje z Doliną Środkowego Bugu, a na zachodzie z Równiną Łukowską, Wysoczyzną Lubartowską i Pradoliną Wieprza. Region zajmuje powierzchnię 1720 km² i położony jest w całości na obszarze województwa lubelskiego, rozpościerając się spod Parczewa na południowym zachodzie, po Kodeń i okolice Terespola na północnym wschodzie. Większymi rzekami są Zielawa i Tyśmienica, region w poprzek przecina także Kanał Wieprz-Krzna.

## Środowisko przyrodnicze
Rzeźbę terenu charakteryzuje niewielkie zróżnicowanie, a najwyższy punkt regionu wznosi się 193 m n.p.m. Dominują równinne płaty wysoczyzn morenowych zbudowane z glin zwałowych, poprzetykane obszarami piaszczysto-żwirowymi z dolinami rzek. Pokrywa glebowa przedstawia mozaikę ziem płowych, brunatnych, rdzawych i bielicowych. Pod względem użytkowania ziemi region ma charakter rolniczo-leśny z przewagą przestrzeni rolniczych (ok. 50% powierzchni) nad lasami (ok. 30%). Najcenniejsze przyrodniczo drzewostany chronione są w rezerwatach Czarny Las i Dobryń obejmujących siedliska grądowe i olszowe.

## Różnice w podziałach geograficznych
Jerzy Kondracki w swoim opracowaniu regionalizacji fizycznogeograficznej Polski nie wydzielił omawianego mezoregionu i rozróżnił odrębną Równinę Parczewską i Równinę Kodeńską, zwracając uwagę na większy udział terenów piaszczystych w obrębie tej pierwszej jednostki. W ramach wieloautorskiej aktualizacji podziału Jerzego Kondrackiego z 2018 roku, na podstawie wyników nowszych badań geologiczno-geomorfologicznych uznano, iż obie równiny stanowią jednolity mezoregion, który nazwano Wysoczyzną Parczewsko-Kodeńską. W granice tego nowego mezoregionu włączono ponadto część obszarów zaliczonych przez Jerzego Kondrackiego do Zaklęsłości Łomaskiej i Zaklęsłości Sosnowickiej.